# Henicus pattersoni
Henicus pattersoni is een rechtvleugelig insect uit de familie Anostostomatidae. De wetenschappelijke naam van deze soort is voor het eerst geldig gepubliceerd in 1813 door Stoll.